# Orchestina manicata
Orchestina manicata är en spindelart som beskrevs av Simon 1893. Orchestina manicata ingår i släktet Orchestina och familjen dansspindlar. Inga underarter finns listade i Catalogue of Life.